# Fred Diamond
Fred Irvin Diamond (nacido el 19 de noviembre de 1964) es un matemático, conocido por su papel en la demostración del teorema de modularidad para curvas elípticas.  Su interés investigador es en formas modulares y representaciones de Galois . 
Diamond recibió su licenciatura de la Universidad de Míchigan en 1984, y recibió su Ph.D. en matemáticas de la Universidad de Princeton en 1988 como estudiante de doctorado de Andrew Wiles.  Ha ocupado cargos en la Universidad de Brandeis y en la Universidad de Rutgers, y actualmente es profesor en el King's College de Londres.
Diamond es el autor de varios trabajos de investigación, y también es coautor junto con Jerry Shurman de A First Course in Modular Forms , en la serie de Textos de posgrado en matemáticas publicado por Springer-Verlag .